# 新奧爾巴尼 (印第安納州)
新奧爾巴尼（英語：New Albany）是一個位於美國印地安納州弗洛伊德縣的城市。根據2010年美國人口普查，該地人口為36372人，而該地的面積約為39.13平方千米。同時該地也是弗洛伊德縣的縣治。

## 地理
新奧爾巴尼的座標為38°18′07″N 85°49′17″W / 38.30194°N 85.82139°W，而該地的平均海拔高度為137米（即449英尺）。
新奥尔巴尼坐落在俄亥俄河河畔，与肯塔基州最大城市路易維爾隔河相望。